# エヒタナハの踊りの行進
エヒタナハの踊りの行進（ルクセンブルク語: Iechternacher Sprangprëssessioun 英語: Dancing Procession of Echternach） ドイツ語: Echternacher Springprozession）は、ルクセンブルクのエヒタナハで、毎年ペンテコステの2日後に行われる行事である。2010年世界文化遺産に登録された。

## 概要

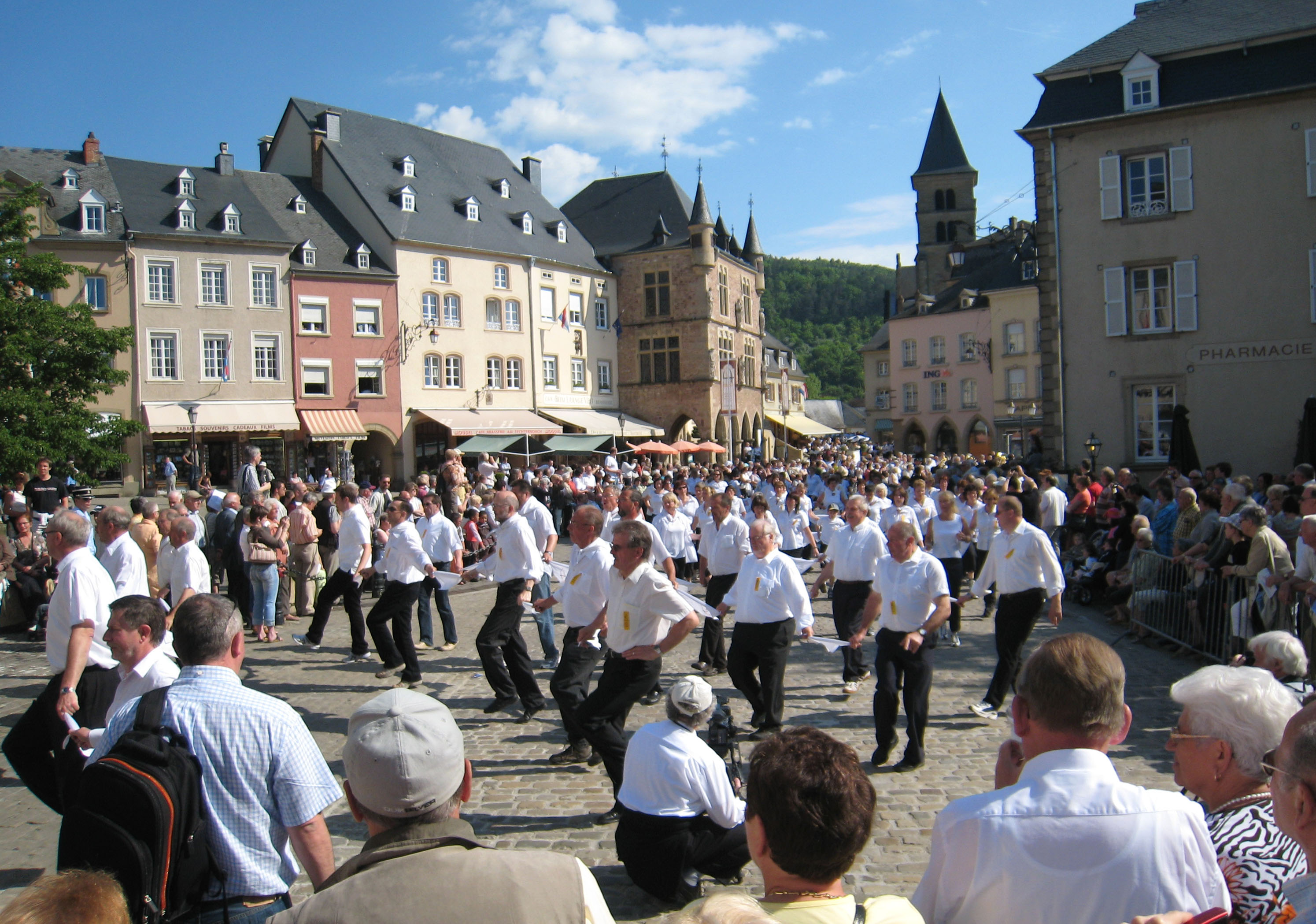
踊りの行進（2008年5月）

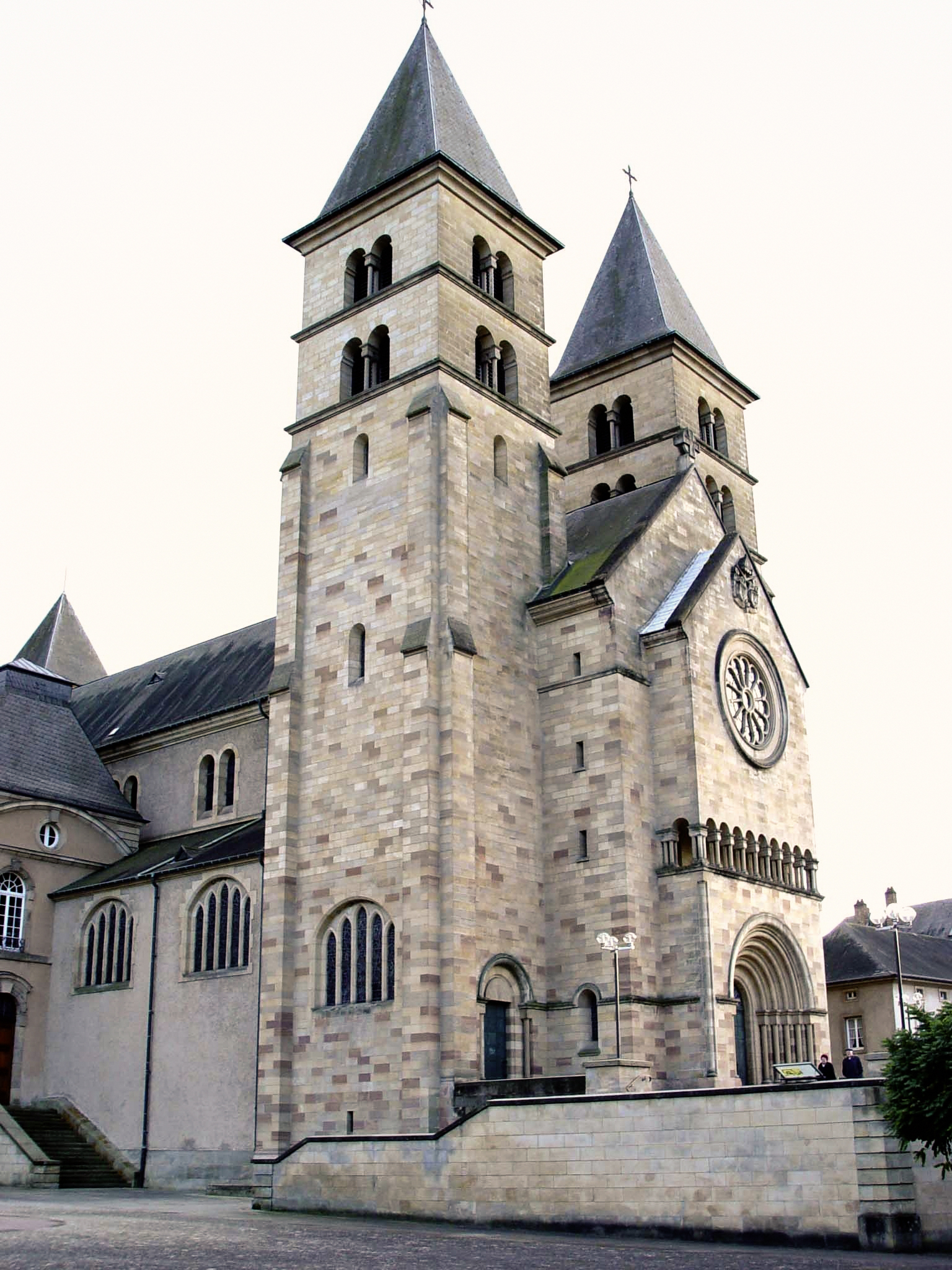
エヒタナハのバジリカ

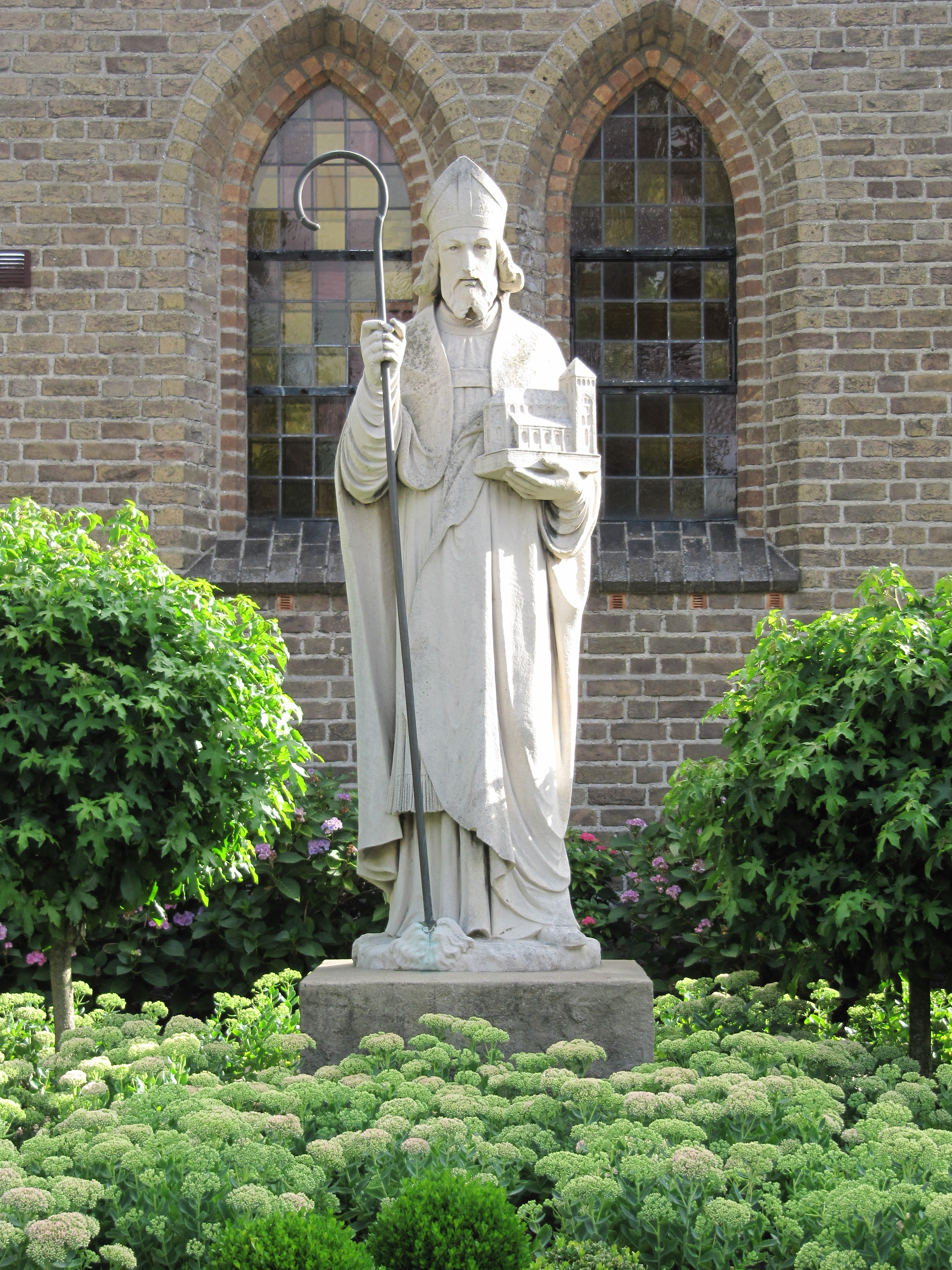
聖ウィリブロルドの像

ドイツ国境に近いエヒタナハ（エヒテルナッハ）は、聖ウィリブロルドのバジリカ（聖堂）が存在するので有名である。ウィリブロイドは、アイルランドから、現在のベルギー、オランダに布教し、ユトレヒトの最初の司教となった。その後、モーゼル地方に宣教、ダゴベルド2世の王女イルミニヤからエヒタナハを寄進され、修道院を建てた。この修道院は今はギムナジウムとなっている。また、聖ウィリブロルドが埋葬されている聖堂は、1944年戦災により焼失し、再建された。
毎年、ペンテコステの翌々日の火曜日になると、この町ではシュプリングプロツエシオンと呼ばれる踊りが行われる。オランダ、ベルギー、ドイツといった近隣諸国からもグループが来て、その数600組以上といわれる。早朝の礼拝の後、先頭に聖職者、続いて合唱隊、その後に、白シャツ姿の男性が横4列に並び、白いハンカチの、端と端とをそれぞれが持つ。これは踊る時、ばらばらにならないためである。
踊り手たちは、3歩飛び、2歩下がりながら行進する。かつては5歩跳んで2歩下がっていた。この踊りの意味は、イエス・キリストの復活に太陽が喜び踊ったからであるとも、太陽の中の神の子羊が踊るからだともいわれる。また、3歩は三位一体を表す、あるいは、夏に3歩進んで冬に2歩後退する、また、異教に対するキリスト教の勝利と諸説紛々である。踊りは軽快である。男性の次には女性が続く。女性はヒールのついた靴をはいており、跳びあがらず、頭を振り、肩を上下させる。このあと一般参加の人々や巡礼者が踊りながら進む。2時間以上踊り、聖堂へ戻って、一巡してから石段を歌いつつ上る。祭壇、地下室（クレプタ）と回り、聖遺物のところまで来ると踊りは最高潮に達する。かつては病人も加わって踊り、死者が出たこともあるという。

## 踊りの歴史
踊りに関しては、ウィリブロルドが、祭壇を背中に負って、踊って布教したからともいわれるが、一般には、1349年のペストの大流行の際に、この聖堂に詣でる人々が増え、1374年ごろから踊りが始まったといわれている。家畜の病気がはやった時に始まったとも、また、8世紀には既に始まっていたという説もある。当時の災害、戦争といった社会不安も、熱狂的な聖堂詣でを引き起こした一因と思われる。
このような話もある。ハンチントン病の妻を殺され、あまつさえ財産も親族が分けてしまっていた吟遊楽師が、妻を殺害したという無実の罪で死刑になる前、フィドルを奏で、それに皆が共感して踊り始め、収拾がつかなくなったのを、ウィリブロルドが止めたというものである。これは吟遊詩人によってもたらされた物語の一つであるが、現在の踊りの行進は、この楽師への贖いの意味もあるという。また、ウィリブロルド自身が踊りを考案して広めたという説もある。かつてはキリスト教でも踊りが不可欠だったが、いつからか世俗のものとなってしまった。その意味でも、このエヒタナハの踊りは注目されるものがある。現在この踊りでは、ベネディクト派の感謝の歌が歌われる。これは、聖ウィリブロルドへの感謝もこめられている。踊りそのものは1450年ごろから続いており、大変に歴史のある行事である。
タイムによれば、「ルクセンブルクを訪れる5つの理由のうちの1つ」である。また、ユネスコの無形文化遺産リストにも記載されている。